# JACC: Heart Failure
JACC: Heart Failure (skrót: JACC Heart Fail oraz JACC HF) – amerykańskie czasopismo kardiologiczne wydawane od 2013. Specjalizuje się w publikowaniu prac dotyczących niewydolności serca. Oficjalny organ American College of Cardiology. Dwumiesięcznik.
Czasopismo należy do rodziny periodyków wydawanych przez American College of Cardiology, gdzie głównym tytułem jest „Journal of the American College of Cardiology” a tytułami specjalistycznymi są m.in.: „JACC: Basic to Translational Science”, „JACC: Cardiovascular Interventions”, „JACC: Cardiovascular Imaging”, „JACC: Clinical Electrophysiology”  oraz właśnie „JACC: Heart Failure". Kwestie wydawniczo-techniczne tytułu leżą w gestii koncernu wydawniczego Elsevier.
Tematyka publikacji ukazujących się w tym czasopiśmie ogniskuje się wokół patofizjologii, diagnostyki, leczenia i opieki nad pacjentami z niewydolnością serca. Publikowane są tu także prace interdyscyplinarne obejmujące neurobiologię, pulmonologię, nefrologię, elektrofizjologię i chirurgię. Ponadto czasopismo zawiera również artykuły dotyczące farmakogenetyki, biomarkerów i metabolomiki.
Redaktorem naczelnym jest Christopher M. O'Connor związany z Inova Heart and Vascular Institute (USA).
Pismo ma współczynnik wpływu impact factor (IF) wynoszący 8,750 (2019). W międzynarodowym rankingu SCImago Journal Rank (SJR) mierzącym znaczenie poszczególnych czasopism naukowych „JACC: Heart Failure” zostało w 2019 sklasyfikowane na 6. miejscu wśród czasopism z dziedziny kardiologii i medycyny sercowo-naczyniowej. 
W polskim wykazie czasopism punktowanych przez Ministerstwo Nauki i Szkolnictwa Wyższego periodyk otrzymał 200 pkt (2019).